# Schatz von Echt
Der Schatz von Echt ist ein spätantiker Depotfund des frühen 5. Jahrhunderts, der in Echt, einem Ortsteil von Echt-Susteren, in der niederländischen Provinz Limburg gefunden wurde.

## Fundgeschichte und Befund
Bereits 1990 hatte ein Landwirt auf einem Acker zwei spätrömische Goldmünzen aufgehoben, davon jedoch eine direkt wieder verloren und nicht wiedergefunden. Im Jahr 2014 führte eine Nachsuche des Grundstückseigners zum Fund von fünf weiteren goldenen Münzen (Solidi). Bei einer anschließenden Kontrollgrabung 2014 untersuchten das RAAP Archeologisch Adviesbureau, die Vrije Universiteit Amsterdam und der Rijksdienst voor het Cultureel Erfgoed die Fundstelle.
Bei der Ausgrabung wurde eine ovale Grube mit einer erhaltenen Tiefe von etwa 25 cm dokumentiert, in der noch sechs weitere Solidi, ein Goldring, ein kleiner Silberbarren und zehn Stücke Hacksilber geborgen werden konnten. Anzeichen von Behältern zur Aufbewahrung fanden sich nicht, möglicherweise bestanden diese aus vergangenem organischen Material. Da die Silberobjekte in einem tieferen Bereich lagen als die Münzen, wurden die Funde ursprünglich möglicherweise in zwei Behältern deponiert. Begleitend zur Ausgrabung wurde der Aushub mit einem Metalldetektor kontrolliert, ein Verlust von metallischen Funden scheint daher unwahrscheinlich. Der Schatz von Echt gehört zu einer Gruppe von spätantiken Depotfunden, die meist Gold und teils auch Hacksilber enthalten. Diese anderen Funde sind zufällig entdeckt und von Laien ohne ausreichende Dokumentation geborgen worden, in Echt erfolgt erstmals eine wissenschaftliche Befundaufnahme.
Im näheren Umfeld sind keine weiteren spätrömischen Fundstellen bekannt geworden, der Fund liegt also wohl abseits von antiken Siedlungsstellen, Heiligtümern oder Gräbern.

## Funde
Zu den Münzen gehören fünf Prägungen von Valentinian I., eine von Valentinian II. und je zwei von Theodosius I. und Konstantin III., die Münzreihe liefert einen Terminus post quem von 407/411 n. Chr. Der kleine Goldring weist an der Außenseite Benutzungsspuren auf, seine Funktion ist unklar. Vergleichbare Ringe wurden auch im Schatz von Velp entdeckt.
Das größte Stück Silber gehörte einst zu einer verzierten Platte mit horizontalem Perlrand, deren Umfang etwa 70 cm betragen haben dürfte. Das Gewicht lag ursprünglich wohl bei 5–6 kg. Von der eingravierten und feuervergoldeten Verzierung mit Jagdmotiv ist noch ein Teil eines Pferdes, des mit einem Speer bewaffneten Reiters und eines Tieres erkennbar. Außer dem Barren fanden sich noch ein drahtförmiges Stück von einem Armreif und neun Fragmente von weiteren Tafelgefäßen aus Silber.